# مسرح السلام (الكويت)
مسرح السلام هي شركة إنتاج تأسست سنة 1975 وقد أسسها الفنان عبد الله المسلم، تتخذ من دولة الكويت مقرا لها، وسياسة هذه الشركة ان تهتم بالاعمال التي تهم الشارع الكويتي والعربي والخليجي وهذه الشركة يديرها حاليا الفنان عبد العزيز المسلم، وقد تم تغير اسمها من مسرح السلام إلى مسرح السلام الحديث بعد أحداث عام 1990 حرب الخليج الثانية، ومسرح السلام يسير بمنهجية معينة.

## أعمال مسرح السلام

### أعمال إذاعية
صوت الصحراء: اذاعي لحساب مسرح السلام الحديث الكويت (1976).

### أعمال مسرحية

#### المسرحيات الكوميدية
- برشامه - 1985.
- هالو بانكوك - 1988، 1989.
- فري كويت - (أول مسرحية بعد التحرير 1991).
- مسرحية عاصفة الصحراء - 1991 / 1992.
- إعبيد في التجنيد - 1993.
- خمسة وخميسة - 1994.
- هالو كايرو -
- الخيران رايح جاي - 1998.
- سوق شرق - 2000 / 2001.
- مسرحية صفارة إنذار - 2003.
- كول يا شباب - 2004.
- الحكومة ابخص
- الزوج يريد تغير المدام-2011
- عايله فن رن-2013

#### مسرح الطفل
- فلونة والشناكل - 1989.
- الكرنفال الكبير.
- كابتن ماجد والأطفال.
- كونان في أرض البوكيمون.

#### مسرحيات الرعب الكوميدية والمسرح الأدرناليني
- مصاص الدماء - 1995 / 1996 أول مسرحيه رعب للفنان عبد العزيز وكانت رعب بحت من غير كوميديا
- البيت المسكون - 1996 / 1997 أفضل وأشهر مسرحية للفنان عبد العزيز المسلم.
- زمن دراكولا - 1998. اضخم إنتاج رعب للفنان عبد العزيز المسلم وكانت اضخم إنتاج للعام 1998
- قصر الرعب - 1999. مسرحيه رعب ضخمه جدا بالديكور والإنتاج
- البيت المسكون 2 - 2002. بعد نجاح البيت المسكون ينتج مسرح السلام جزء ثاني من المسرحيه حققت نجاح لاكنه ليس نفس نجاح الجزء الأول
- الرجل الذئب - 2002.
- مسرحية صرخة الرعب - 2003/2004
- مسرحية مصاص الدماء 2 - 2004
- عودة فرعون - 2003 / 2004 عرضت في عام 2003 مسرحيه كوميديه وعرضت 2004 كـ مسرحيه رعب فكاهيه
- مسرحية شبح القصر - 2006
- ينانوة الفريج -2007.
- مسرحية الحاسه السادسه - 2008 هي نفسها مسرحيه شبح القصر استنف عرضا في 2008 وقال عبد العزيز المسلم انها أفضل مسرحيه عرضها وحققت حضور جماهيري أكثر من 60 الف متفرج على مستوى الخليج
- مسرحية مصاص الدماء 3 - 2009 اعاد مسرح السلام تجربه عرض مسرحيه مصاص الدما مع الكثير من التعديلات
- مسرحية ليلة رعب - 2010مسرحيه رعب جميله واحدثت بلبله في ايم عرضها وحققت نجاح كبير
- مسرحية الجن والانس- 2011
- مسرحية مثلث برمودا - 2012
- مسرحية نص الليل - 2014
- مسرحية 2021 - 2015 مسرحيه رعب ضخمه تعرض الآن على خشبة المسرح وهي اضخم إنتاج مسرحي لعام 2015

### المسلسلات
- حبابة. - وقد أنتجها مسرح السلام بالتعاون مع شركة إنتاج أخرى.
- فريج صويلح. - 2005
- عتيج الصوف. - 2006
- مسلسل الأصيل. - 2007
- مسلسل مسك وعنبر. - 2008
- مسلسل سوق واجف. - 2009
- نور عيني. - 2009
- البيت المسكون - 2010
- الثمن - 2012
- أنت عمري - 2012

## أعمال لم تقدم

### أعمال في صدد الإنتاج
مسرح السلام الآن بصدد إنتاج ثلاثة أعمال ضخمة: 
- اولها مسلسل «فجر الحور» للكاتبة السورية خديجة الاطرش ويحكي عن تأهيل المرأة لدخولها في المناصب القيادية حيث يهتم بشؤون المرأة ويتكون من 30 حلقة و«فجر الحور» قصة اجتماعية هادفة، وسيطغى عليه الجانب النسائي كونه يناقش كل القضايا التي تهم المرأة سواء في البيت أو الحكومة أو القطاع الخاص، بالإضافة إلى بعض الخطوط الاجتماعية الأخرى.
- والعمل الثاني «الشجرة» قصة د. صالح الرشيدي ويحكي قصة التطرف ونبذ الإرهاب وهذا المسلسل تم تحويله إلى مسلسل اذاعي وشاركنا به في مهرجان البحرين وحصلنا على الجائزة الذهبية فشجعهم على تحويله إلى عمل تلفزيوني مصور.
- والعمل الثالث اجتماعي إنساني بعنوان «جبر الخواطر» للكاتب العراقي باسل شبيب والعمل كان في طور الإنتاج إلا أن وفاة الفنان خالد النفيسي اوقف هذا الإنتاج حتى اشعار آخروهو من فكرة: ليلى السلمان وتأليف: باسل شبيب

### أعمال قادمة
أعمال يمتلكها مسرح السلام ولم تقدم:
- 1ـ مسرحية فكاهية اجتماعية (بونسوار بابا): تأليف: بدر محارب
- 2ـ مسلسل طيور السلام
- 6ـ مسرحية طريج صليبيخات: تأليف: المذيع/فيصل الدويسان
- 7ـ مسرحية الكويت سنة 3000
- 8ـ مسرحية بس يانفط.
- 9ـ مسرحية عرس قطاوه.
- - كواكب العميري مديرة قسم الدراما في شركة مسرح السلام صرحت بأن مسرح السلام يمتلك خطة سنوية لاستقطاب الشباب وأن مسرح السلام يمتلك الآن ما يقارب 500 اسم لوجوه شابة جديدة، كواكب العميري وظيفتها هي مراجعة النصوص المقدمة من الشباب ومطابقتها بالشروط الواجب توافرها ومدى صلاحيتها بما يتناسب مع ظروف المجتمع من عادات وتقاليد.